# Oulahlou
Oulahlou ou Ulaḥlu (en kabyle: Ulaḥlu, en tifinagh : ⵓⵍⴰⵃⵍⵓ), de son vrai nom Abderrahmane Lahlou, né le 9 août 1963 à Ighil Ali (Kabylie) en Algérie, est un auteur-compositeur-interprète algérien d'expression kabyle.

## Biographie
Oulahlou naît le 9 août 1963 à Takorabt, un village de la commune d'Ighil Ali, dans la wilaya de Béjaïa, (Kabylie), en Algérie. Il a suivi des études supérieures à l'Université de Constantine où il a obtenu un diplôme en psychologie.
Il se fait connaître avec ses chansons engagées, comme Pouvoir assassin, Arraw n Tlelli et Ulac smaḥ ulac (signifiant « pas de pardon » en kabyle) qui ont été largement reprises par les manifestants du Printemps noir de Kabylie en 2001.
Dans ses chansons, Oulahlou dénonce la corruption et l'autoritarisme, il revendique la liberté pour son peuple et la reconnaissance des valeurs identitaires du Tamazgha, ainsi que la reconnaissance de la langue tamazight comme langue officielle (statut alors contesté à l'époque). 

## Discographie

### Singles
- 2021 : Hommage à Djamel Bensmail
- 2022 : Tak tak les menottes